# Railjet

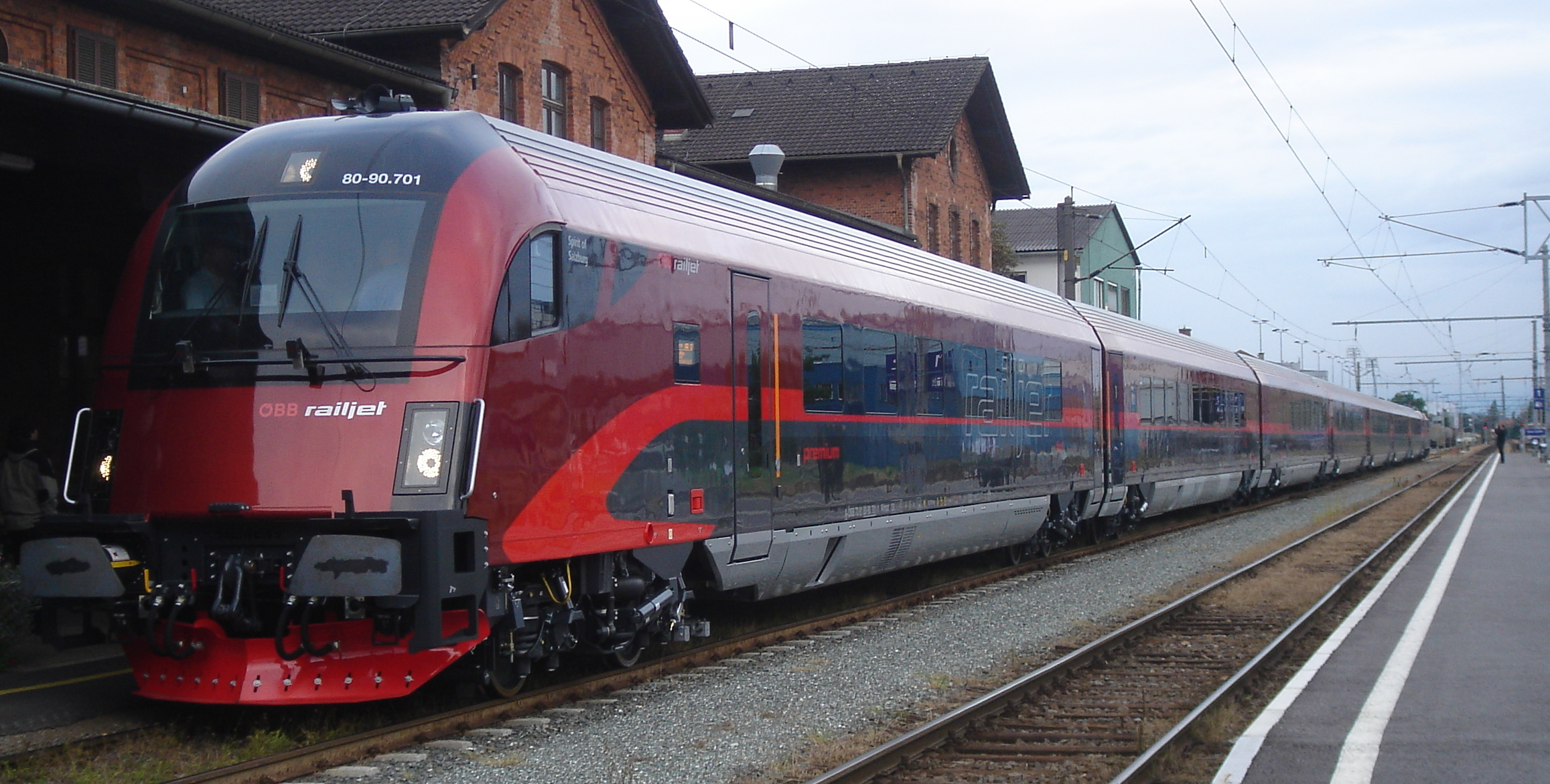
Souprava ÖBB Railjet

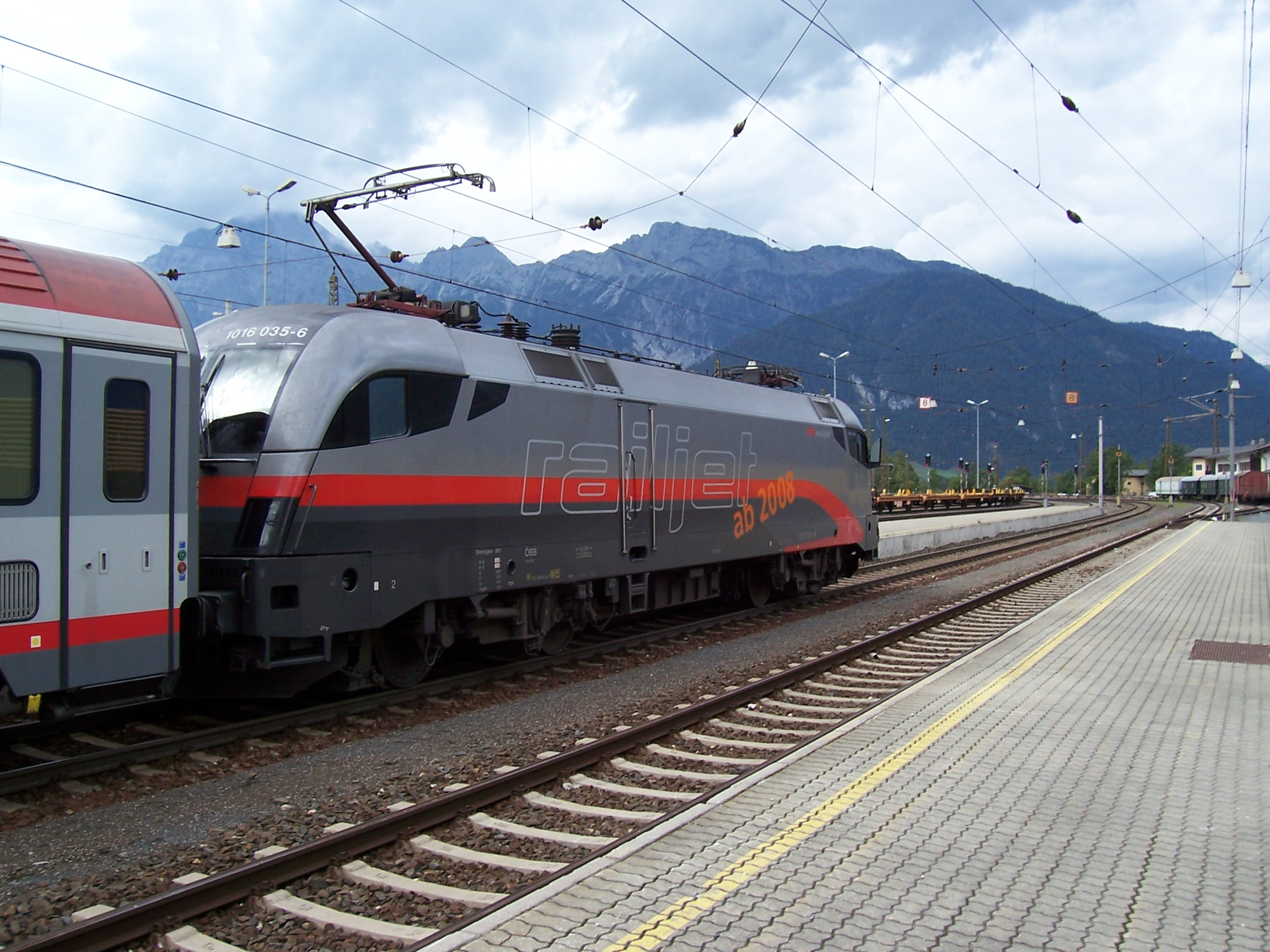
Lokomotiva ÖBB řady 1016 v jednom ze tří testovacích nátěrů pro budoucí soupravy Railjet (2007)

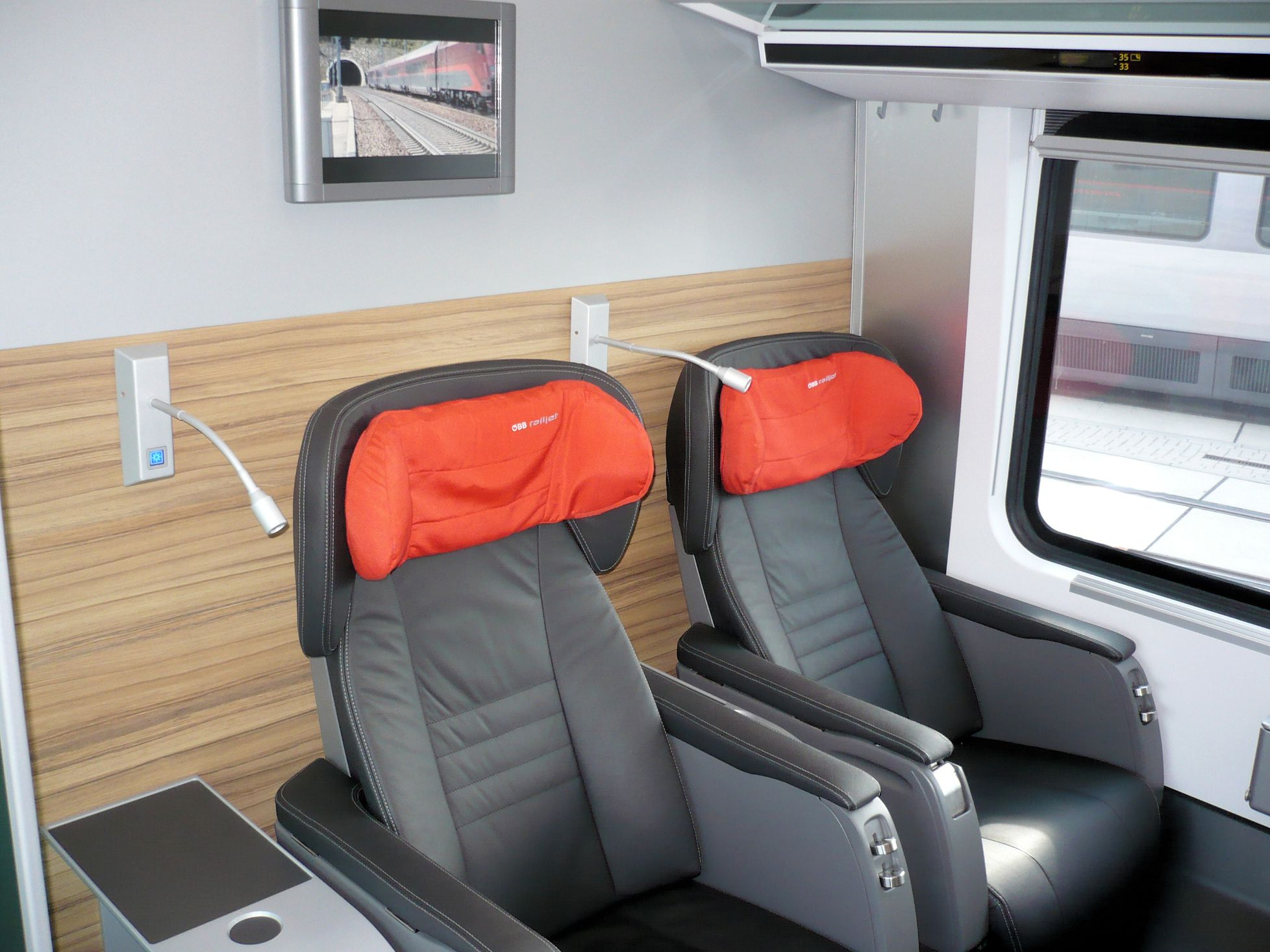
Sedačky ve třídě 1+ (Business)

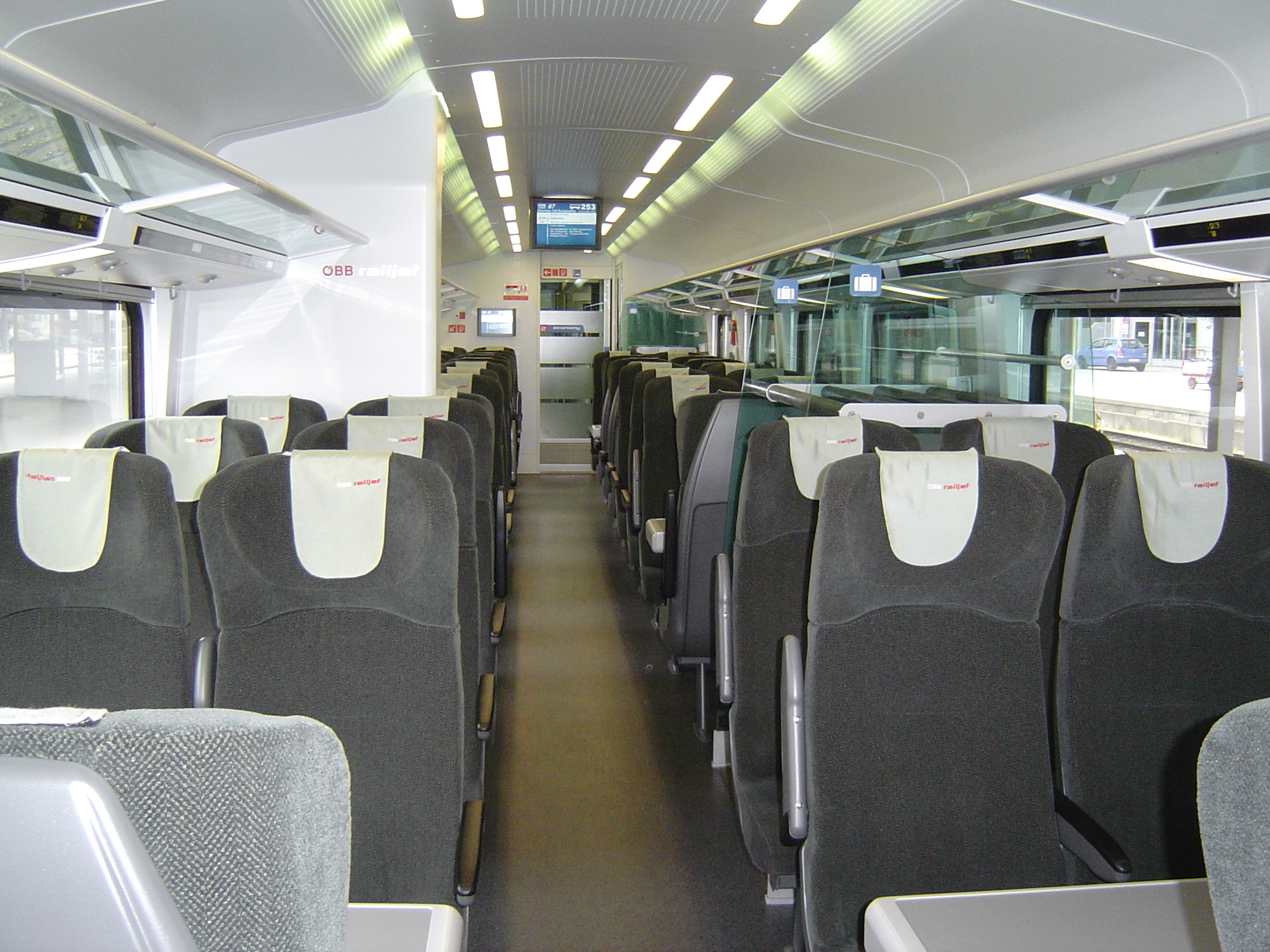
Interiér rakouské 2. třídy (economy)

Logo railjet

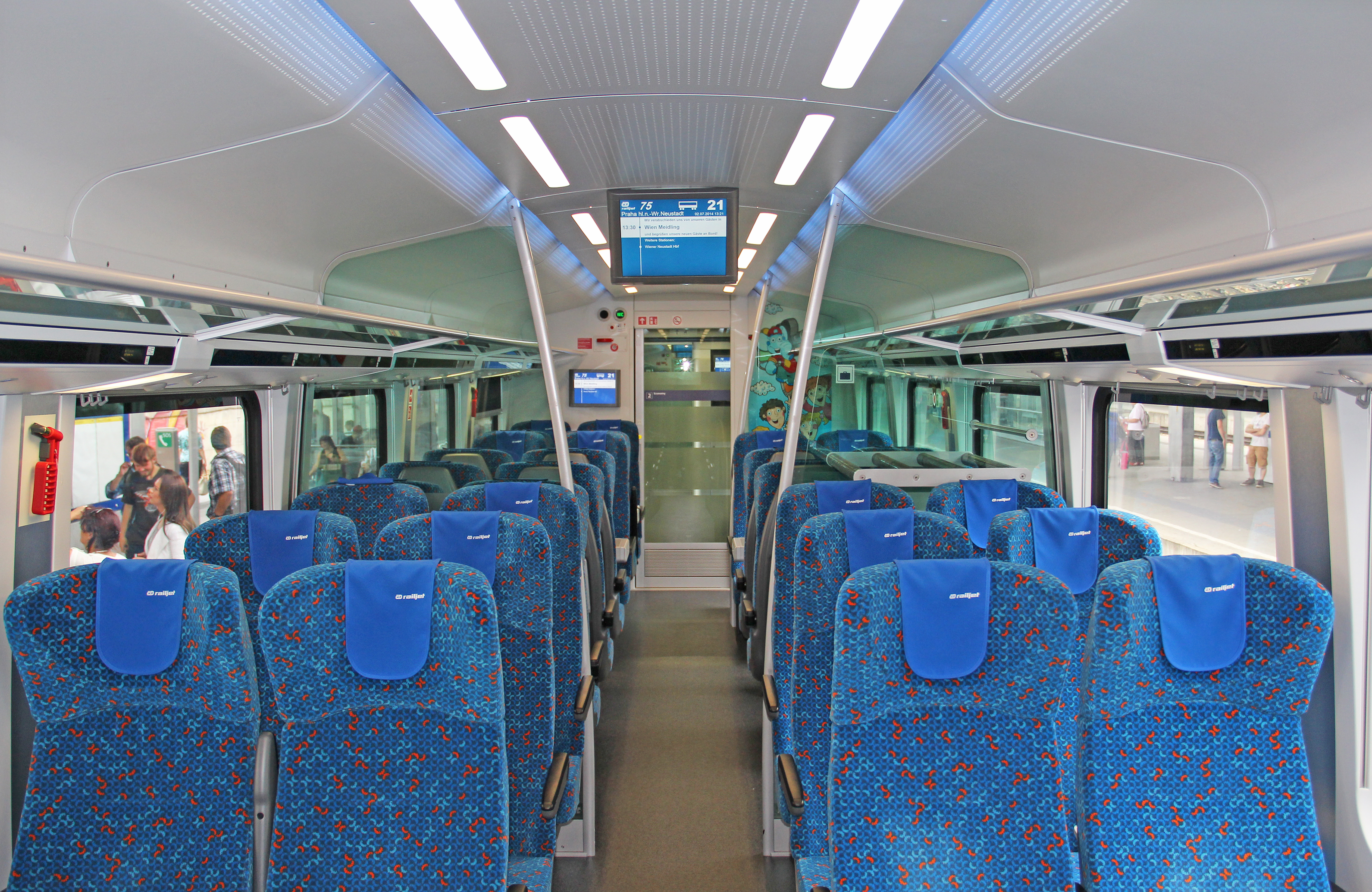
Interiér české 2. třídy (economy)

Railjet je obchodní označení používané Rakouskými spolkovými dráhami (ÖBB) pro moderní rychlé vlakové spoje. Zajišťují je od jízdního řádu ročníku 2008/9 vysokorychlostní vlakové soupravy Viaggio Comfort. Výrobcem vlaku je společnost Siemens, Vídeň.
Od roku 2024 přibylo několik nových souprav Viaggio Next level. Tyto soupravy jezdí také ve spacím provedení na vlacích Nightjet. V provozu jsou především na Brennerské dráze.
Do flotily Railjetů mají od roku 2026 přibýt i šestivozové patrové jednotky KISS na 200 km/h od výrobce Stadler. Tyto jednotky mají být nasazovány na dálkové spoje s více zastávkami, kdežto doménou jednotek Viaggio Comfort mají zůstat především rychlejší spoje s méně zastávkami (Railjet Xpress).

## Technický popis
Railjet je vlaková souprava typu Viaggio Comfort, která má maximální provozní rychlost 230 km/h, 185 metrů délky (bez lokomotivy), hmotnost 330 tun a 408 sedadel v první rakouské sérii, 442 sedadel v sérii pro ČD. Standardně je v soupravě spojeno sedm vozů plus elektrická lokomotiva obchodního označení ÖBB Taurus řady 1016/1116 ÖBB nebo řady 1216 ÖBB.
Vozy mají vzduchově vypružené vysokorychlostní podvozky SF400, vícesystémový centrální elektrický zdroj s technologií IGBT, tlakotěsné vozové skříně s odlehčenou ocelovou konstrukcí. Mezi vozy jsou použita centrální spřáhla, přechody jsou kryty měchy a jsou v tlakotěsném provedení. Přechodové dveře jsou za jízdy trvale otevřené. Na obou koncích je jednotka vybavena standardním spřahovacím a narážecím ústrojím (šroubovka a nárazníky) a standardními vzduchovými a elektrickými propojkami podle UIC.
Rakouský Railjet je rozdělen do tří tříd: druhé třídy (Economy – 316 míst k sezení; na každou zásuvku dvě sedačky), první třídy (First – 76) a nejvyšší třídy Business o 16 místech. Business třída je vybavena koženými sedačkami s přípojkami do elektrické sítě. Ve variantě pro ČD je 384 + 10 sklopných míst ve druhé třídě (včetně 7 míst pro kola; rakouský railjet zatím možnost přepravy kol nenabízí, ale během roku 2015 bude možnost přepravovat až 5 kol), 42 v první třídě a 6 v Business class. Imobilním cestujícím je k dispozici vestavěná pojízdná plošina u nástupních dveří či dotykové ovládací prvky. Celá souprava je vybavena klimatizací, monitory a podrobným informačním systémem.
Prvních 51 souprav rakouských Railjetů má konfiguraci zmíněnou výše, ovšem od soupravy 52 až 60 je konfigurace stejná jako u českých Railjetů, takže první a Business třída nabízí v těchto vlacích nižší kapacitu, naopak druhá třída má o jeden vůz více.

## Railjet v Rakousku

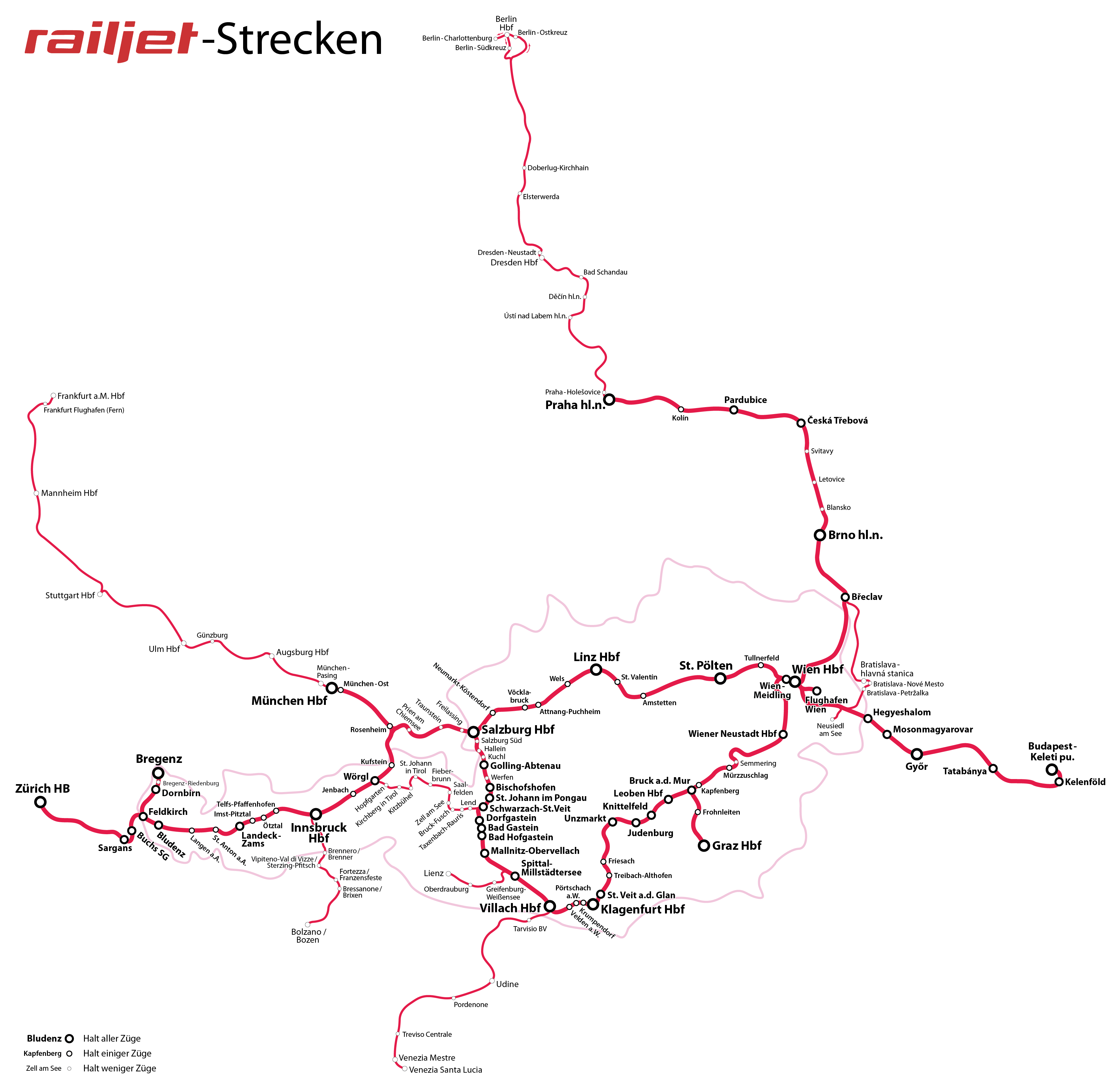
railjet trasy

Rakouské spolkové dráhy vysoutěžily 67 railjetů v roce 2006. Ve skutečnosti odebraly první třiadvacetikusovou sérii, ale ze čtyřiačtyřicetikusové opce odebraly nakonec jen 60 souprav (květen, 2016). První rakouský railjet se objevil na kolejích v roce 2008, český v roce 2014.
Relace provozované soupravami Railjet (prosinec 2023):
- Frankfurt (Main) Hauptbahnhof –) München Hauptbahnhof – Salcburk – Wien Hauptbahnhof – Budapest-Keleti pályaudvar
- (Budapest-Keleti pályaudvar –) Wien Hauptbahnhof – Salcburk – Innsbruck – Zürich Hauptbahnhof / Bregenz
- Wien Hauptbahnhof – Klagenfurt am Wörthersee – Villach
- Wien Hauptbahnhof – Klagenfurt am Wörthersee – Villach – Venezia Santa Lucia
- Wien Hauptbahnhof – Graz
- (Berlin Hauptbanhof -) Praha hlavní nádraží – Brno hlavní nádraží – Wien Hauptbahnhof – Graz
- Wien Hauptbahnhof – Salcburk
- Wien Hauptbahnhof / München Hauptbahnhof – Salcburk – Villach – Klagenfurt am Wörthersee

Při spuštění linky Praha – Graz byl zrušen tradiční vlak EC Vindobona z Hamburku do Villachu. Název Vindobona byl pro vlaky railjet na trase Praha - Graz poznovu použit od 9. prosince 2018.[zdroj?]
Od prosince 2018 byl také prodloužen jeden pár spojů na trase Zürich HB – Bratislava hlavná stanica, původně jezdil jenom do Vídně.
V běžném provozu dnes railjety jezdí rychlostí do 230 km/h.

## Railjet v Česku

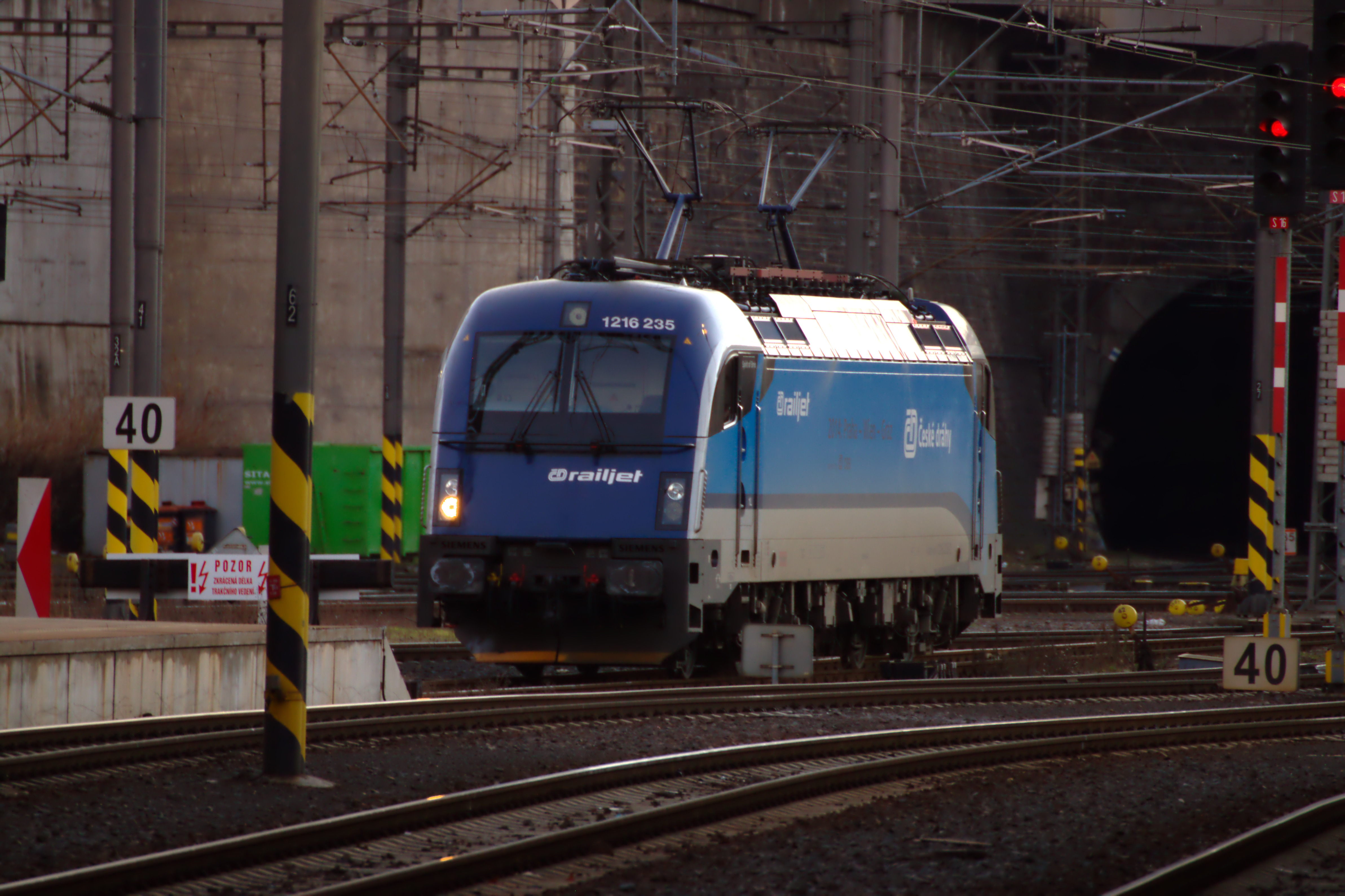
Lokomotiva ÖBB řady 1216 Taurus v nátěru railjet Českých drah

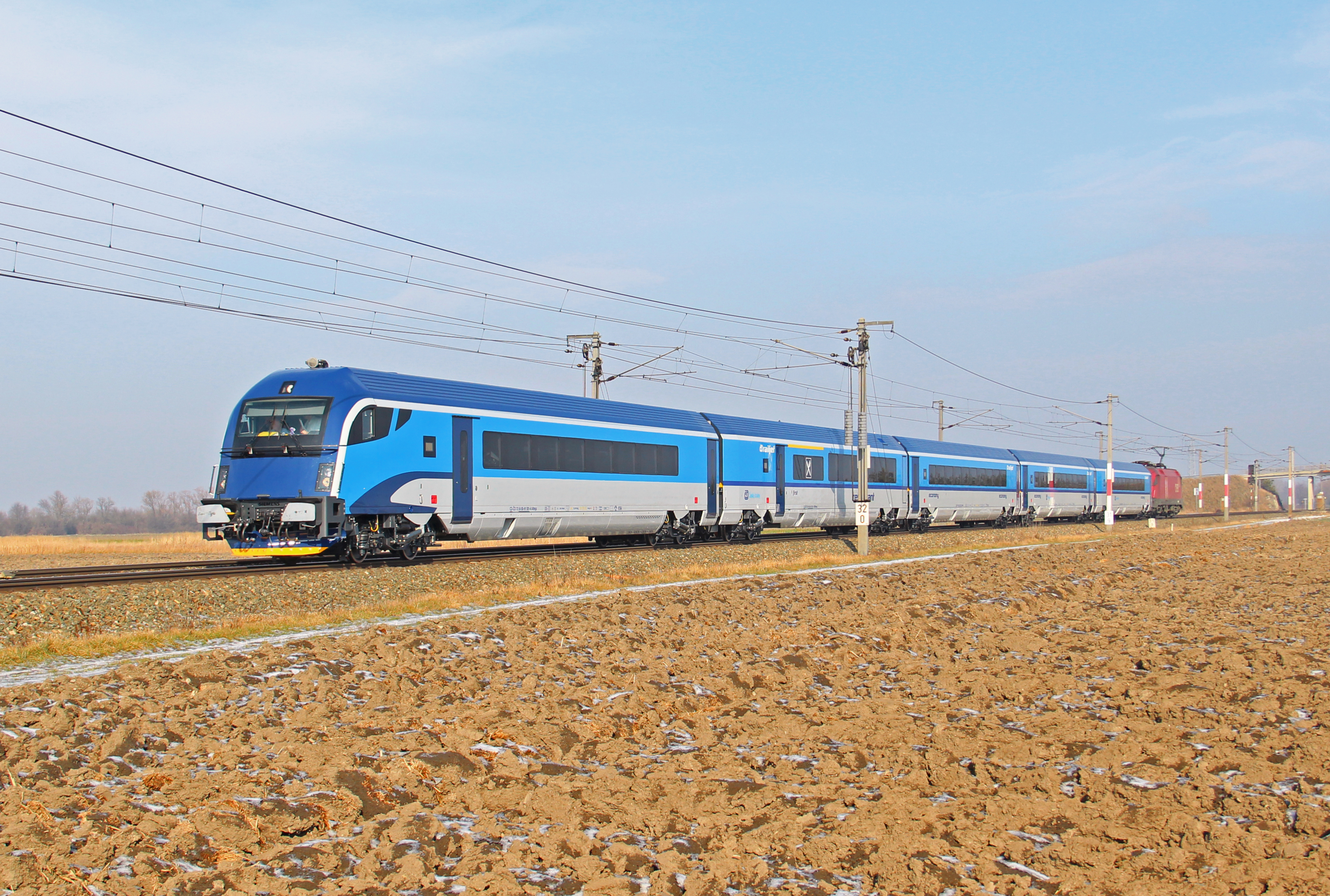
Zkušební jízda první jednotky railjet pro České dráhy

Ve dnech 11. až 14. května 2009 probíhaly zkoušky vlakové soupravy railjet na Železničním zkušebním okruhu (ŽZO) u Cerhenic.
Výzkumný ústav železniční na základě objednávky společnosti Siemens a rakouského státního dopravce ÖBB prováděl typové zkoušky této soupravy – v sunutém režimu. Těchto typových zkoušek (elektrická kompatibilita) se účastnila jedna z nových, dosud do běžného provozu nenasazených souprav. Testováno bylo i nouzové zastavení, Railjet z 200 km/h zastavil na 1050 metrech.
15. června 2009 se souprava objevila na českých tratích, kde cestou na veletrh do Ostravy a 18. června 2009 zpátky zastavila v několika stanicích.
13. června 2011 České dráhy veřejně oznámily, že mají zájem o nákup a převzetí 16 souprav Viaggio Comfort (Railjet) od firmy Siemens z opce ÖBB, která nebyla zcela využita a část jednotek proto byla nabídnuta právě ČD, a akce se tak významně přiblížila podpisu smlouvy.
Zakázka byla ve stejný den zveřejněna v Informačním systému o veřejných zakázkách coby Oznámení o dobrovolné průhlednosti ex ante.
O pár dní později na železničním veletrhu Czech Raildays v Ostravě náměstek GŘ ČD pro osobní dopravu Antonín Blažek oznámil, že sešlo z původního plánu nasadit Railjety na trať Praha – Ostrava. Bližší informace k nasazení vozidel v případě podpisu smlouvy neuvedl.
28. června 2011 podala společnost Škoda Transportation námitku proti nákupu těchto souprav, čímž Českým drahám těsně před vypršením opce podpis smlouvy znemožnila.
Dva dny nato však byla opce Rakouským spolkovým drahám firmou Siemens prodloužena.
Jelikož České dráhy námitce nevyhověly, podala Škoda Transportation návrh na zahájení řízení o přezkoumání úkonů zadavatele k ÚOHS. V srpnu bylo na nákup Railjetů uvaleno Úřadem pro ochranu hospodářské soutěže tzv. „předběžné opatření“ a ČD tak nemohly podepsat smlouvu se společností Siemens dokud případ neskončí. Jelikož se ale Škodě Transportation nepodařilo dokázat, že je opravdu schopna nabídnout ČD adekvátní vlaky za srovnatelnou či nižší cenu, byla její námitka úřadem zamítnuta a předběžné opatření bylo zrušeno.
30. září 2011 České dráhy podepsaly se společností Siemens a s ÖBB smlouvu o odkoupení 16 vlaků Railjet z opce rakouských drah. ČD se chystaly za každou soupravu zaplatit o 350 tisíc eur víc než ÖBB, tj. o 3 %.
Všech 16 souprav by mělo mít hodnotu 200,5 milionů eur (po přepočtu cca 5 miliard korun). Soupravy měly být dodány ČD v letech 2013 a 2014, první by měla být dodána na přelomu let 2012 a 2013.
Nasazeny měly být na tratě Praha – Berlín – Hamburk a Praha – Vídeň – Graz.
Na začátku února 2012 České dráhy oznámily, že místo původně sjednaných 16 sedmivozových souprav (celkem 112 vozů) koupí 8 osmivozových jednotek a 7 sedmivozových (tj. celkem 113 vozů) a má dojít ke konstrukčním změnám a úpravám interiéru. Například měla být vypuštěna Premium Class a nahrazena vozem první třídy, oddíl bistra měl být od počátku vybaven plnohodnotnými místy k sezení a celkový počet míst k sezení se měl zvýšit z 6 752 míst na 7 355 míst. Změnou zakázky se cena měla navýšit o 15 852 000 eur (asi 400 milionů Kč) na 216 467 900 eur (bez DPH), ale cena na jedno sedadlo poklesne z původních 29 700 na cca 29 400 eur při vyšší obsaditelnosti a přibudou další služby – v posledním voze každé soupravy měl být navíc víceúčelový oddíl až pro 10 jízdních kol a pro objemná zavazadla.
Provoz tedy měl být celkově ekonomičtější. Změna byla způsobena požadavky německých drah DB, s nimiž ČD jednaly o nasazení těchto vlaků mezi Prahou a Hamburkem. DB souběžně jednaly i se společností RegioJet – pokud by nedošlo k dohodě mezi DB a ČD, mohly ČD do konce března 2012 od smlouvy o nákupu souprav odstoupit bez sankcí.
Sedmivozové soupravy měly jezdit do Rakouska, ČD už měly s ÖBB podepsané memorandum.
Jednotky měly být taženy lokomotivami řady 380 (Škoda 109E), jejichž úprava pro tento účel měla stát dalších 50 až 100 milionů Kč. V takové soupravě by byla pořizovací cena za místo k sezení cca 1 milion Kč (při kurzu 24,50 Kč/euro).
Koncem dubna 2012 bylo oznámeno, že České dráhy od nákupu vlaků Viaggio Comfort odstoupily, protože potřebovaly finance na nákup souprav pro vnitrostátní rychlíky. Dalším důvodem bylo vyjednávání o provozu na trase Praha – Berlín – Hamburk od prosince 2013 mezi Deutsche Bahn a RegioJetem, tedy bez účasti ČD. V únoru 2014 již DB opět vyjednávala s ČD o exkluzivitě na této lince, a to na deset let od prosince 2015. Počítalo se s lokomotivami řady 380 a rekonstruovanými konvenčními vozy do 200 km/h.
V květnu roku 2012 však České dráhy přehodnotily odstoupení od smlouvy a zvažovaly nákup pěti sedmidílných souprav. Byly by nasazeny na trasu Praha – Brno – Wien (– Graz). Pro pokrytí všech vlaků na tomto rameni by ÖBB dorovnaly svými dalšími 5 soupravami, avšak všechny by byly taženy rakouskými lokomotivami Taurus.[zdroj?]
16. srpna 2012 Dozorčí rada ČD dala souhlas ke spuštění výroby sedmikusové série railjetů za 100 mil. eur dle kontraktu ze září 2011 pro společný provoz s ÖBB na lince Praha – Pardubice – Brno – Břeclav – Vídeň – Štýrský Hradec (druhé největší rakouské město) s tím, že se o dalších 8 jednotkách rozhodne do poloviny roku 2013. V roce 2014 se počítalo s uvedením do provozu těchto sedmi jednotek a s nahrazením starších vozidel na jiných, především vnitrostátních spojích soupravami EuroCity zbylými z této linky.
Zmíněnou linku by od prosince 2014 pokrylo 7 jednotek ČD, 3 jednotky ÖBB a potřebné lokomotivy ÖBB řady 1216 Taurus, přičemž k ČD bylo do domovské stanice v Praze předisponováno sedm lokomotiv pro denní provoz a dvě záložní.
Dále se vyjednávalo o nasazení zbylých 8 jednotek na plné pokrytí linky Praha – Bratislava – Budapešť. V srpnu 2013 bylo patřičnými orgány ČD rozhodnuto, že 8 zbylých railjetů na linku Praha-Bratislava-Budapešť nebude objednáno a opce na těchto 8 vlaků v září 2013 definitivně vypršela.[zdroj?]

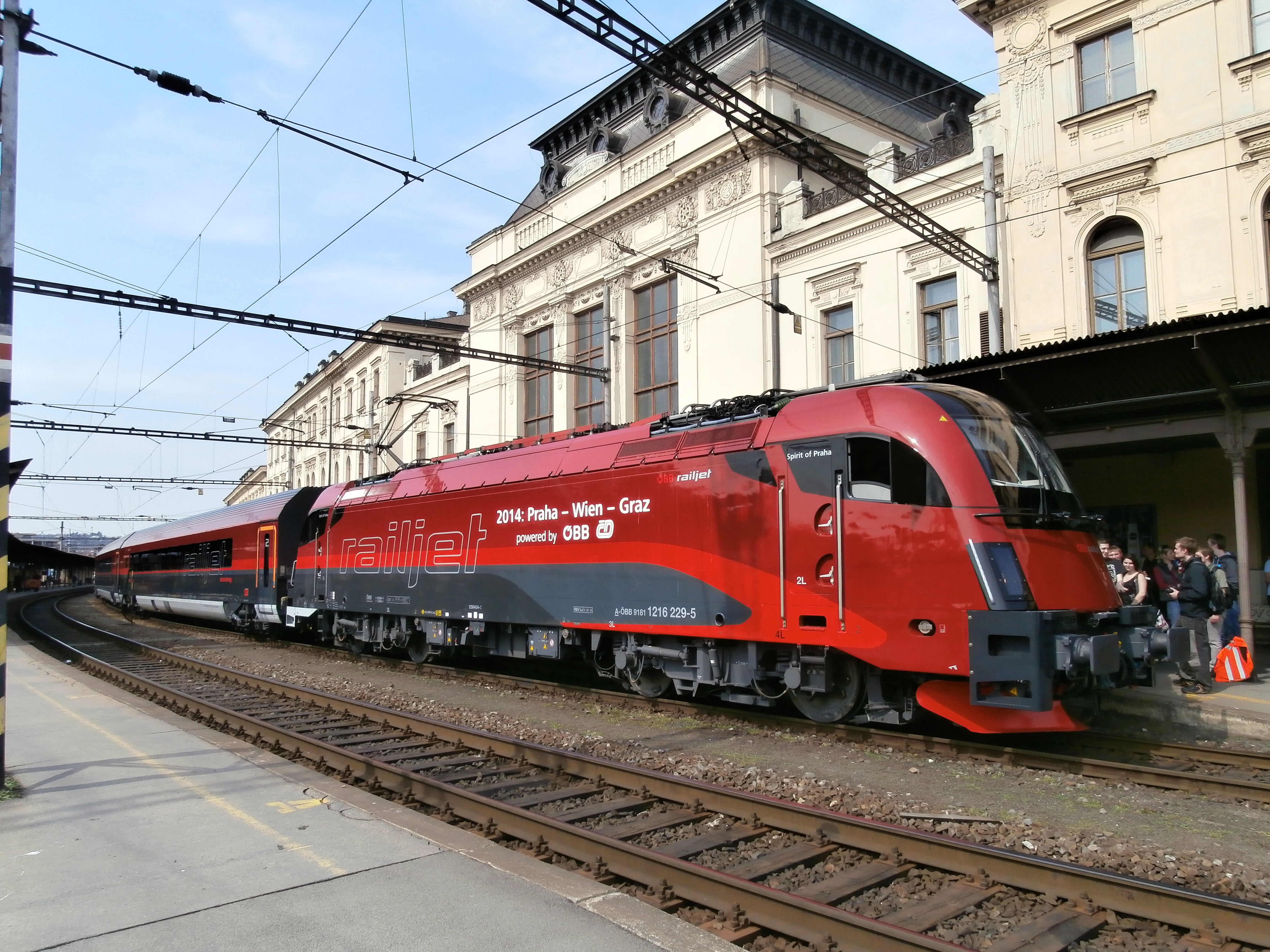
Souprava Viaggio Comfort během zastávky v Brně

### Prezentační provoz
21. února 2013 projela souprava v rámci zkušební jízdy po okružní trase Vídeň – Břeclav – Brno – Česká Třebová – Olomouc – Přerov – Břeclav – Vídeň.
17. dubna 2013 jela souprava Railjet poprvé trasu Vídeň – Břeclav – Brno – Česká Třebová – Praha s cestujícími. Po této jízdě do Prahy, kde byla pokřtěna lokomotiva Taurus se jménem Spirit of Praha, následovala prezentační jízda railjetu do Ostravy. Při té příležitosti ČD také upřesnily, že v době nasazení railjetů očekávají zkrácení jízdní doby Praha – Vídeň o cca 30 minut na cca 4 h 10 min.

### Zkušební provoz
Zkušební provoz byl oficiálně zahájen s první dodanou soupravou 6. května 2014 nasazením na spoj IC 571 Zdeněk Fibich a dále především na spoje IC 572 / 573 Brněnský drak.
Druhá dodaná souprava byla nasazena v průběhu května a zkušební provoz byl tak rozšířen především na spoje IC 570 až 573 Zdeněk Fibich a Brněnský drak na trati Praha – Pardubice – Brno – Břeclav a na spoje IC 100 / 101 Moravia na trati Bohumín – Břeclav – Vídeň.
Pátá souprava se do Prahy dostala 3. září 2014. Ta poté sloužila jako testovací a ke střídání předchozích čtyř souprav, které jezdily na několika spojích do Vídně a na Brněnském draku.